# 王連安
王连安（1963年5月23日—），中国科学院高级工程师，江苏省政协委员，南京市玄武区政协副主席。1985年毕业于成都科技大学水利系，同年8月分配至中国科学院南京地理与湖泊研究所，1992年任该所科技开发公司总经理，2001年1月，公司整体改制为“南京中科生化技术有限公司”，王连安出任董事，2004年12月，公司更名为“南京中科集团股份有限公司”，目前為中科健康产业集团股份有限公司董事长。。